# 蓋飯

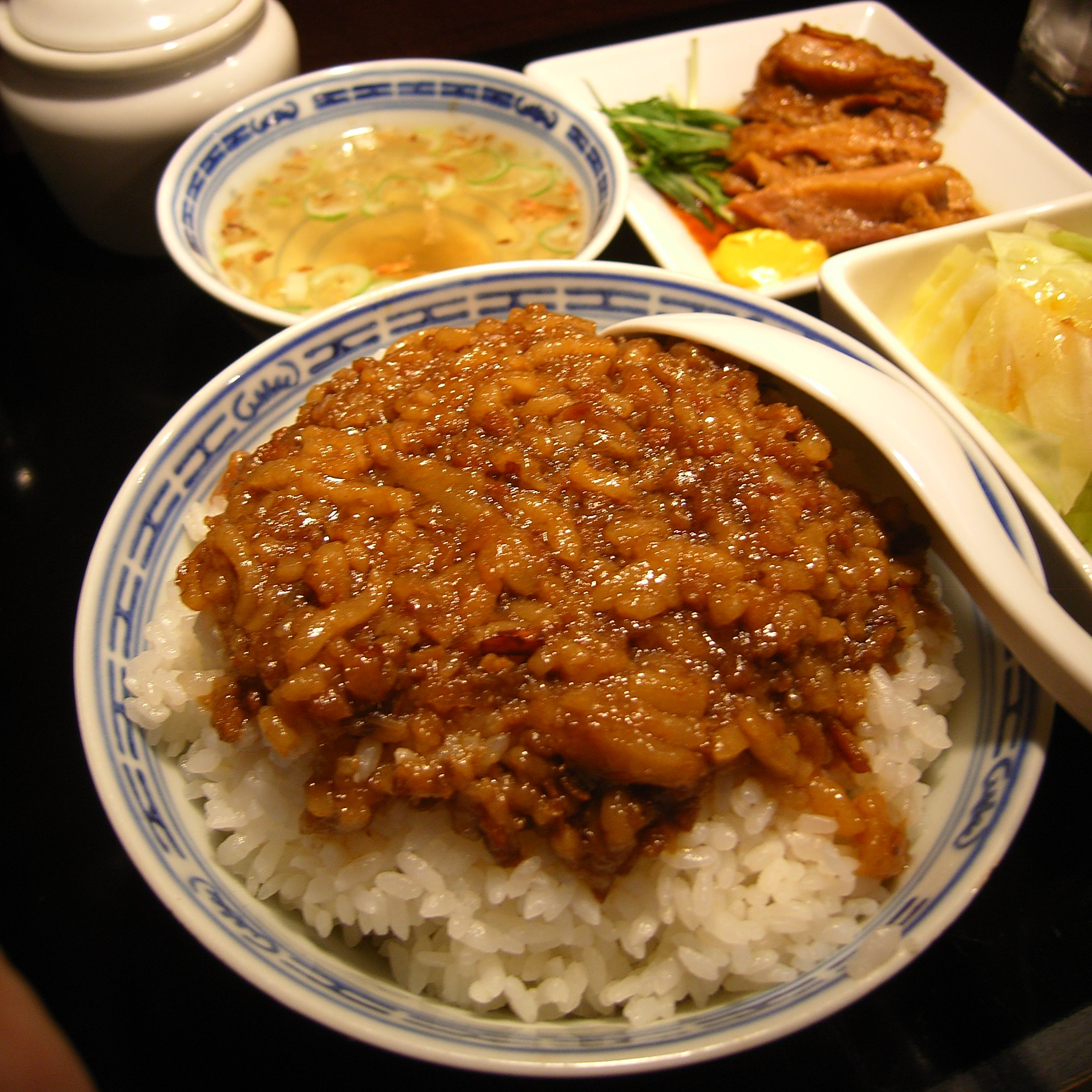
ルーローハン

蓋飯 (がいはん、繁体字中国語: 蓋飯、簡体字中国語: 盖饭、拼音: gàifàn、ウェード式広東語: kai4-fan4、原義は載せご飯)、あるいは蓋澆飯 (がいぎょうはん、それぞれの表記は蓋澆飯、盖浇饭、gàijiāofàn、kai4-chiao1-fan4)とは、日本の丼物に似た中華料理の一種。

一般的には、低価格な飲食店で提供される。魚や肉、野菜の食材をご飯の上に載せて提供される。上に載せられる食材は、調理したてのものもあれば、チャーシューのように加工済みのものもある。『礼記』の注釈書によれば、蓋飯の歴史は西周時代に遡ることができるとされる。 唐代にはその時代を通して常に、蓋飯は新たに昇進した官吏の宴席で供されるものだった。

## ギャラリー

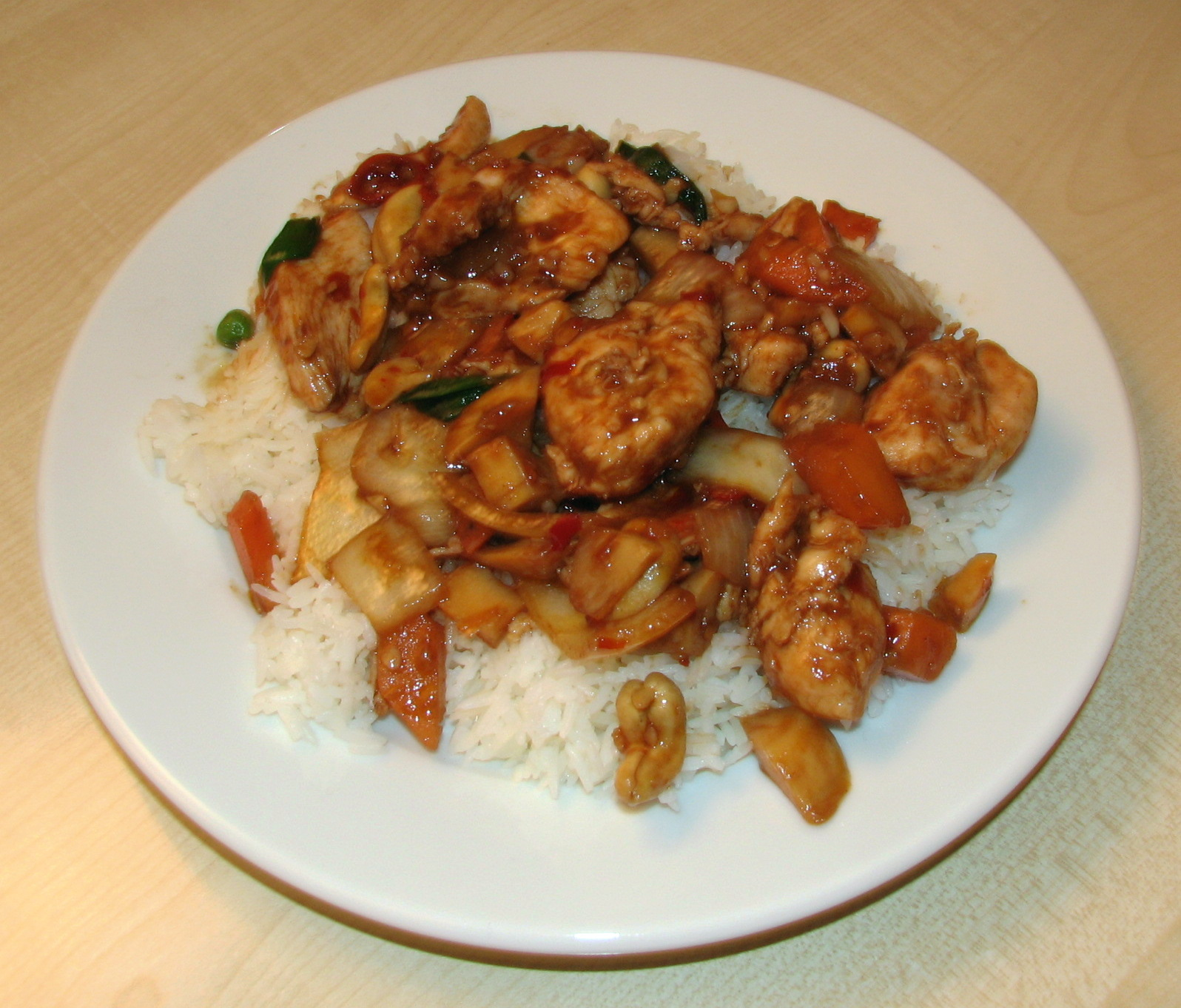
宮保鶏丁が載った蓋飯
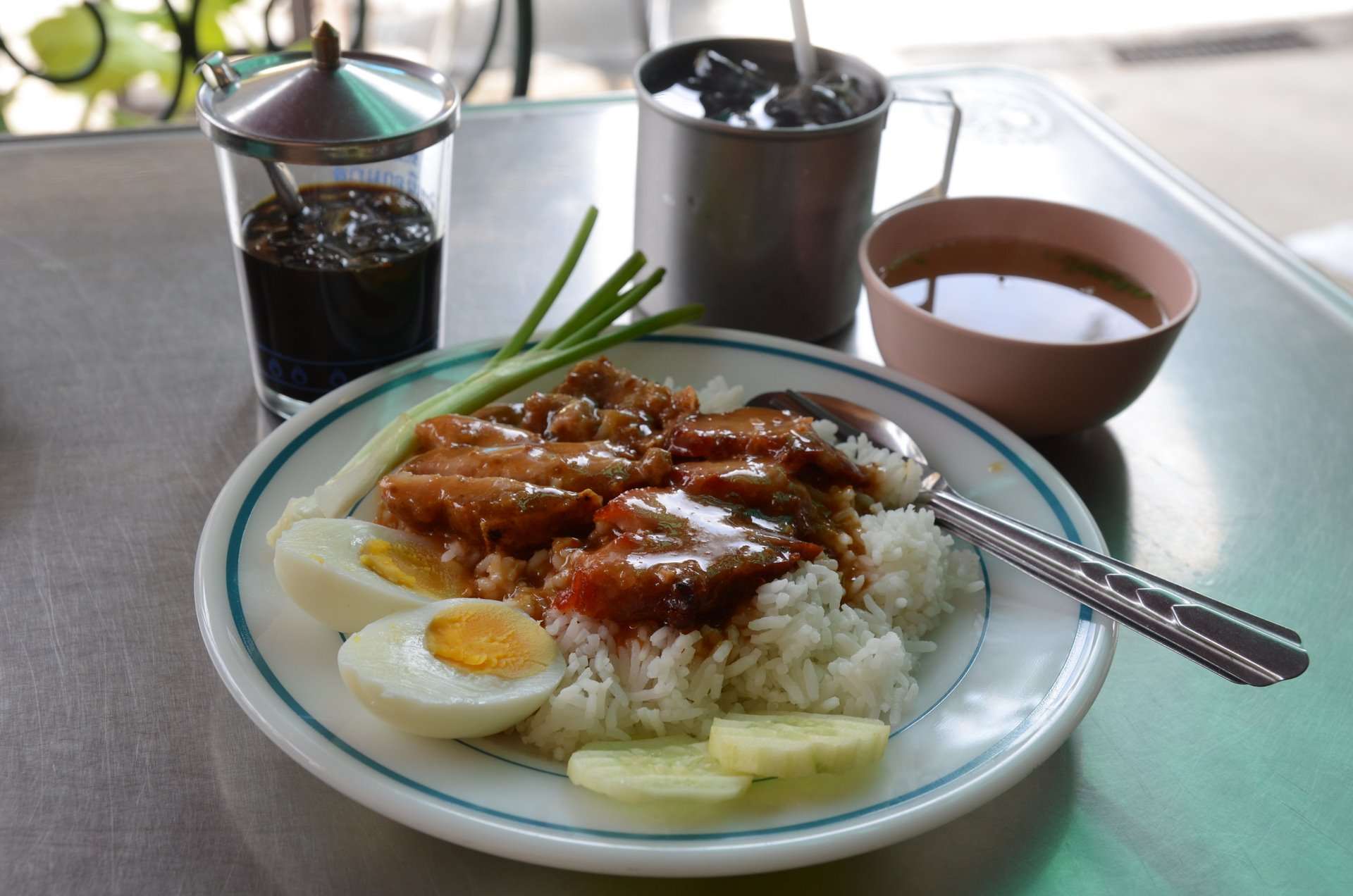
在タイ華人の間で食されているチャーシュー蓋飯
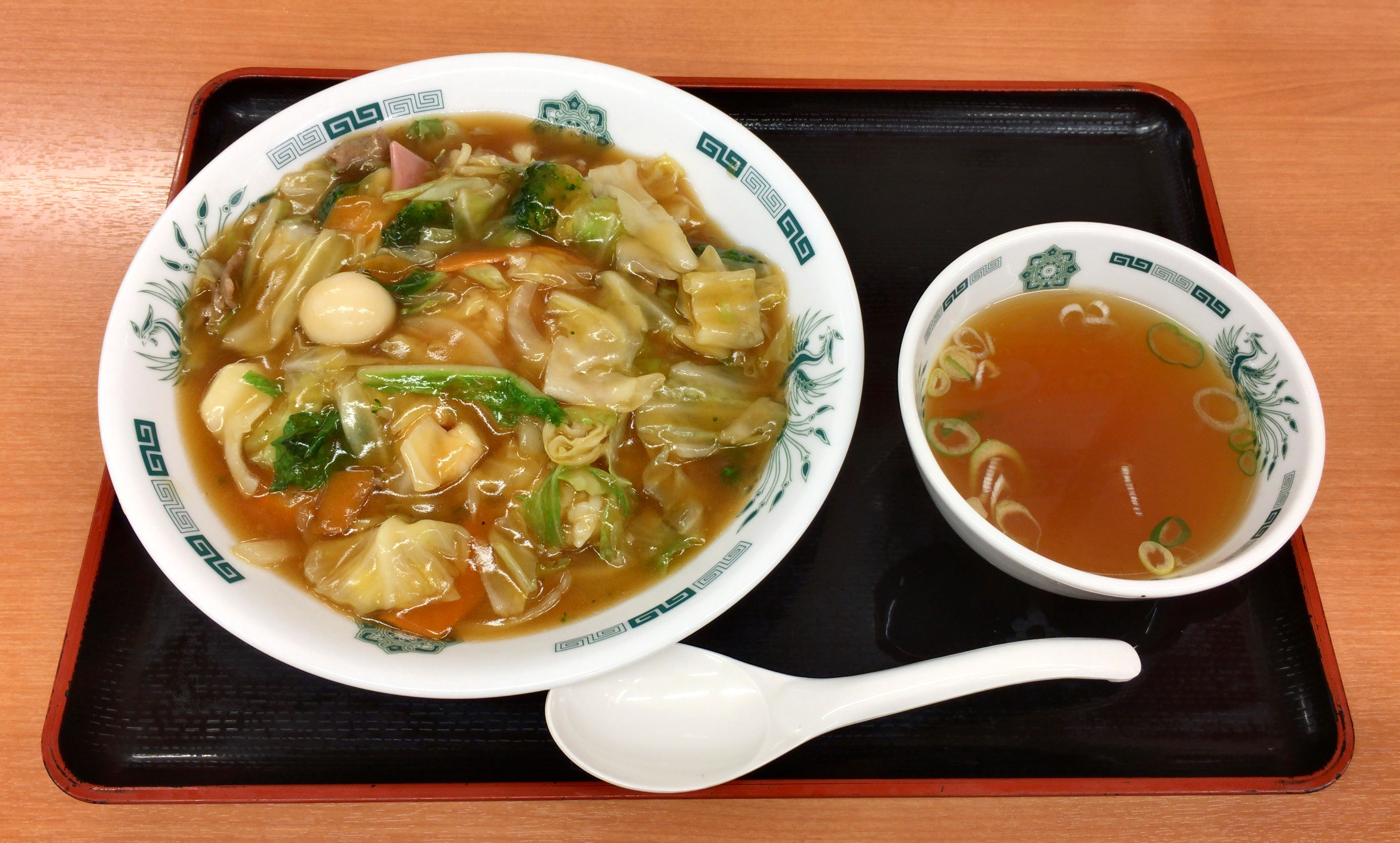
日本式中華料理の中華丼
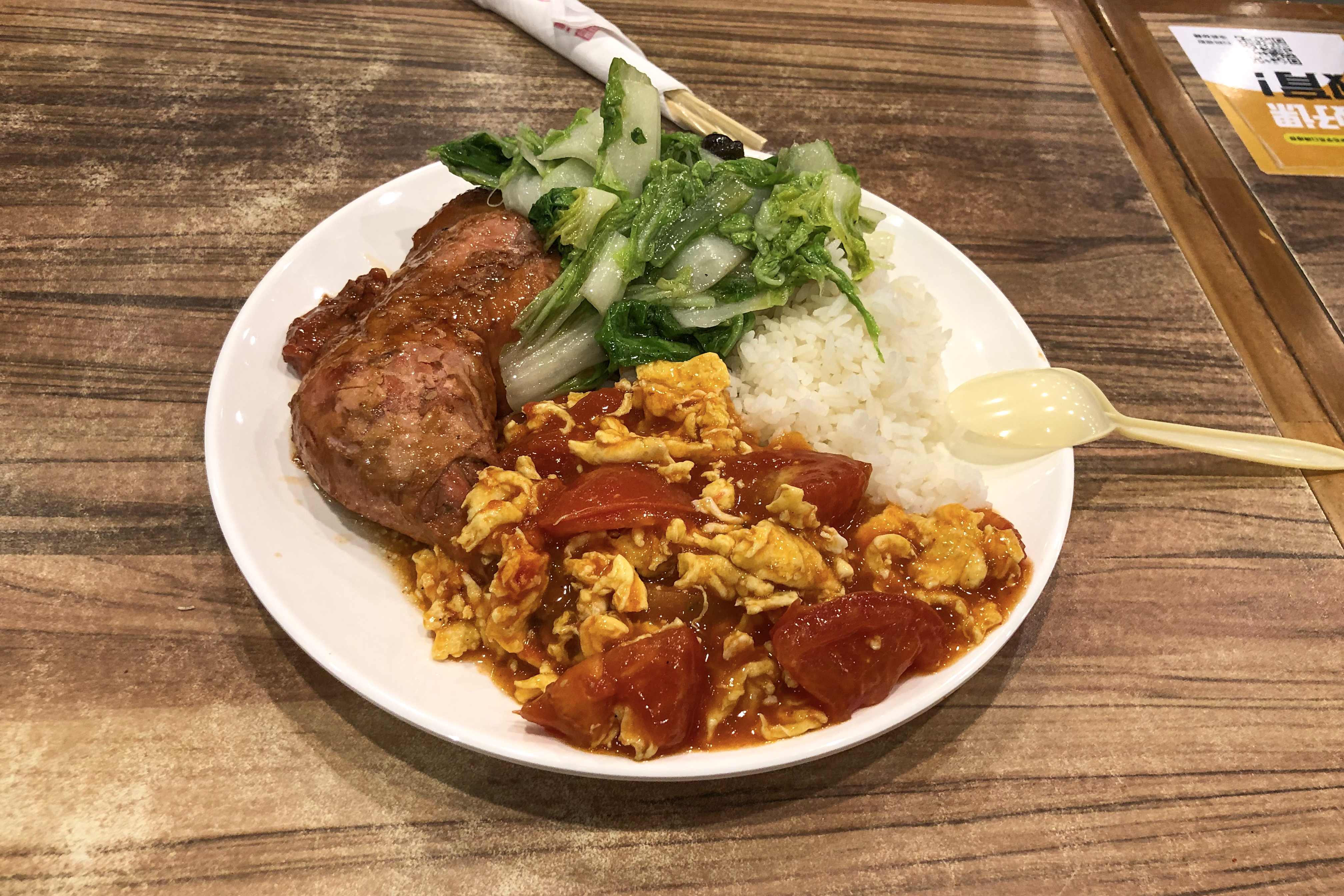
中国・北京のフードコートで売られていた3つの食材を載せた蓋飯